# Pieter Tanjé
Pieter Tanjé, né le 15 février 1706 et mort le 29 juin 1761, est un graveur néerlandais.

## Biographie
Tanjé est né à Bolsward en Frise, au nord des Pays-Bas. Il a commencé sa carrière en travaillant sur la liaison maritime entre Bolsward et Amsterdam, et utilisait son temps libre sur le bateau pour graver des tabatières. Il est remarqué par le graveur Jacob Folkema, également originaire de Frise, qui le recommande à la Stadstekenacademie, l'Académie des beaux-arts d'Amsterdam, où Tanjé entre à l'âge de 24 ans. Il y est l'élève de Bernard Picart, Jacobus Houbraken, Cornelis Troost et Jacob de Wit.
Pieter Tanjé réalise des gravures d'interprétation sur cuivre ; les deux premières le sont d'après deux tableaux de Michele Rocca (1671-1751, dit Parmigianino il Giovane ou Parmesianiny) : Flore en 1734 et Sainte Cécile en 1737. Il a également gravé d'après des œuvres de Cornelis Troost. 
Il a beaucoup gravé pour illustrer des livres imprimés, notamment une Bible publiée par Isaak Tirion ; en 1731 il participe à l'illustration du catalogue ou Thesaurus des spécimens de la collection d'Albertus Seba, Locupletissimi rerum naturalium Thesaurus, et réalise huit gravures pour le Recueil d'estampes d'après les plus célèbres tableaux de la Galerie Royale de Dresde publié en 1753-1757. Tanjé a souvent gravé d'après les dessins de Louis Fabricius Dubourg pour l'illustration des livres.
Tanjé a également réalisé de nombreux portraits de personnages célèbres, dont l’un de Guillaume d'Orange. Il a réalisé plus de 100 portraits d'artistes pour le livre de biographies d'artistes en deux volumes, De Nieuwe Schouburg der Nederlantsche kunstschilders en schilderessen: Waer in de Levens- en Kunstbedryven der tans levende en reets overleedene Schilders, die van Houbraken, noch eenig ander schryver, zyn aengeteekend, verhaelt worden, publié à La Haye en 1750 par Johan van Gool, connu sous le nom de « Nieuw Schouburg ». 

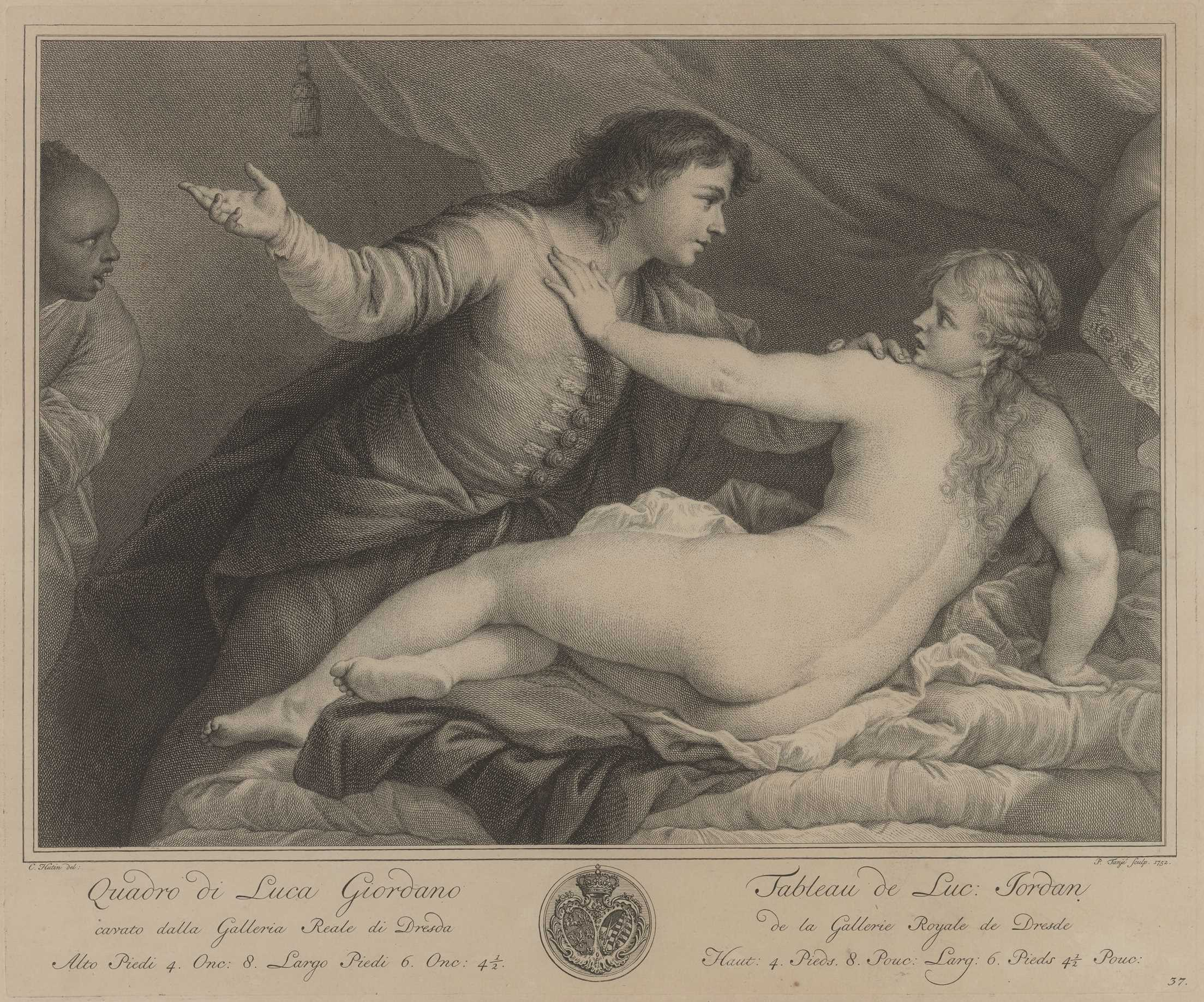
Gravure d'après Lucrèce et Tarquin de Luca Giordano
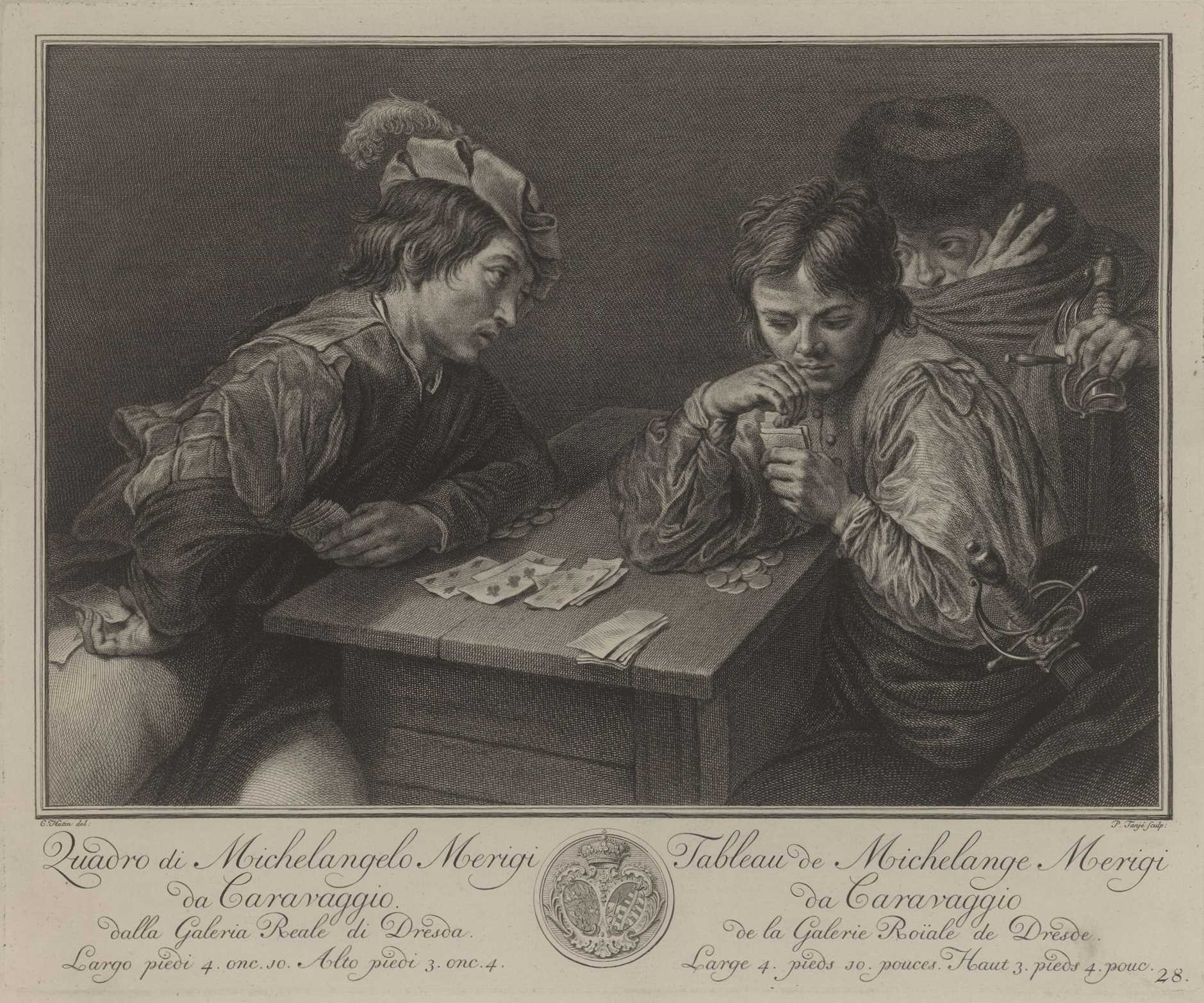
Gravure d'après Les Tricheurs de Valentin de Boulogne
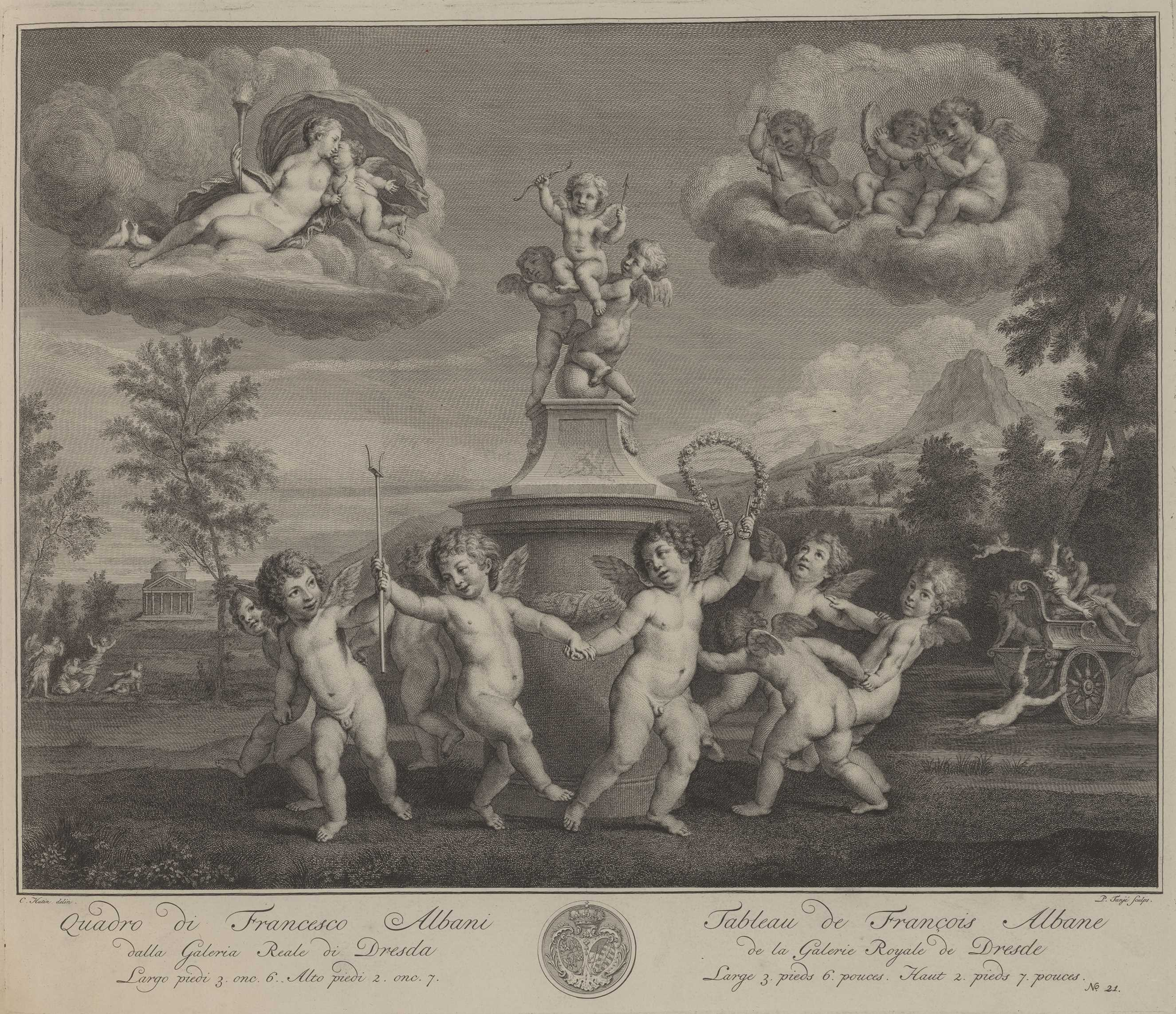
Gravure d'après Danse des Amours de Francesco Albani, pour la Galerie Royale de Dresde, 1753-1757
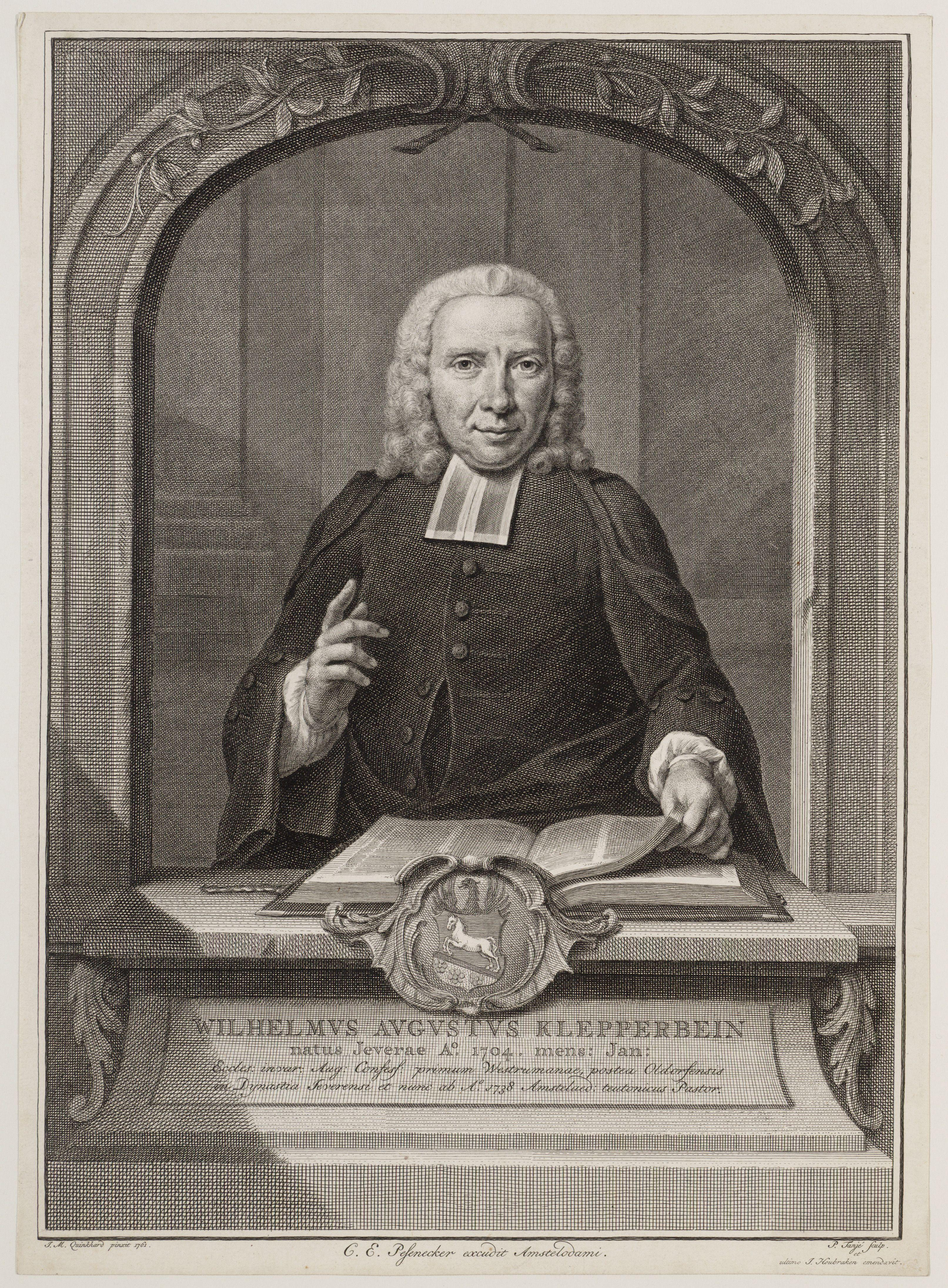
Portrait gravé de Jacobus Houbraken, 1761
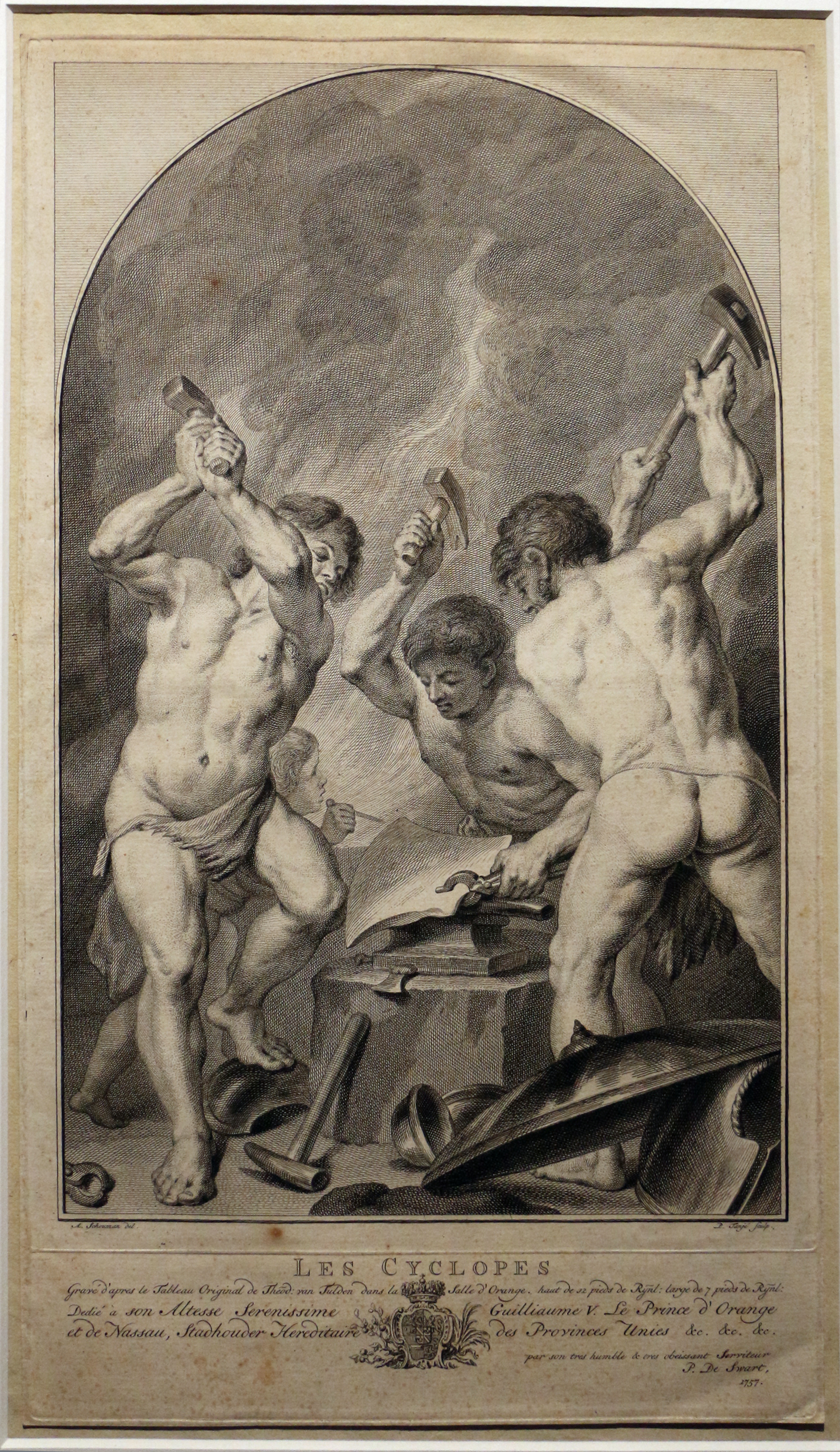
Les cyclopes dans la forge de Vulcain, 1757
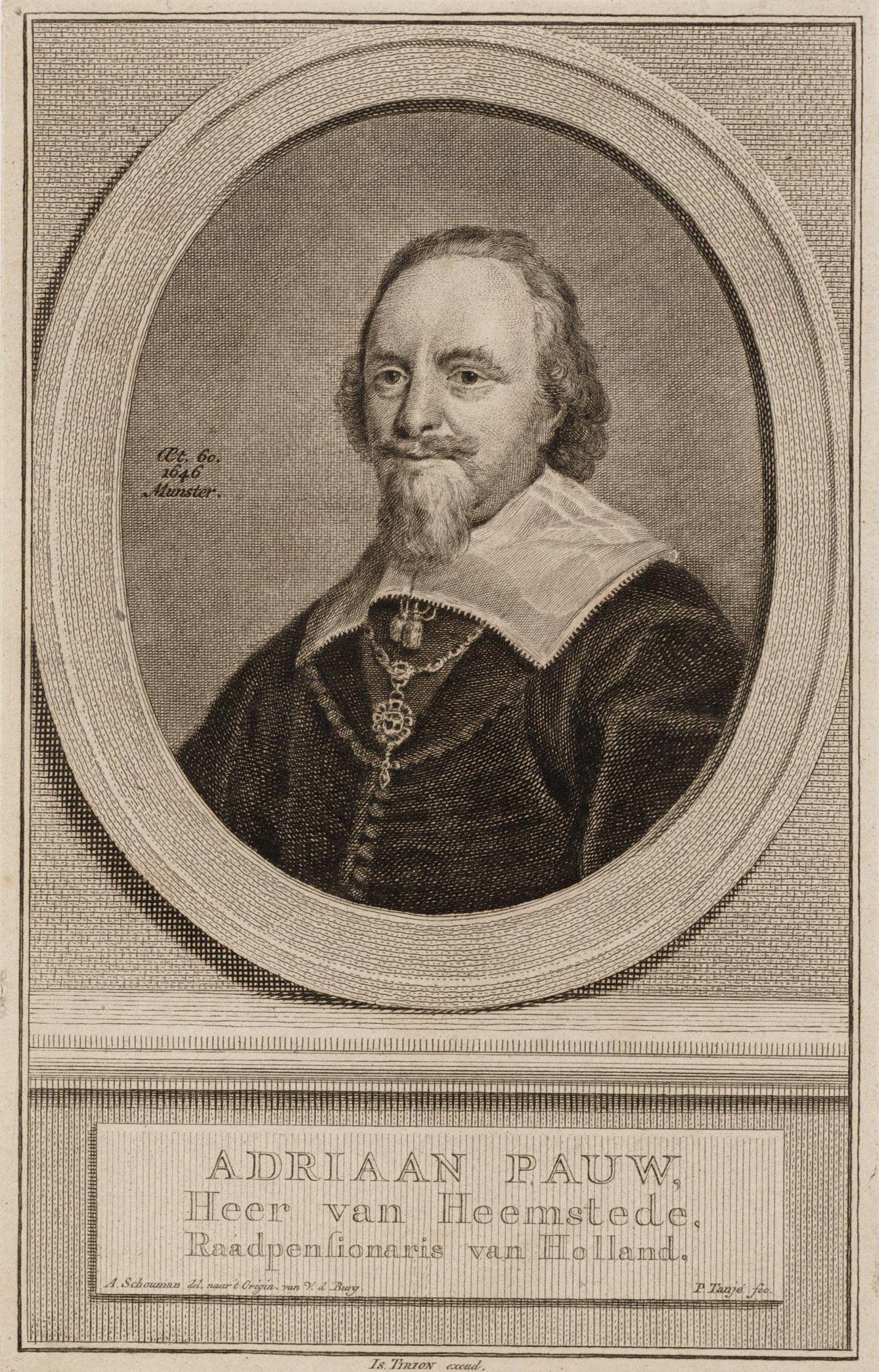
Portrait d'Adriaan Pauw